# C.I.A. (groupe)
Pour les articles homonymes, voir C.I.A..
C.I.A. est un groupe de hip-hop américain, originaire de Los Angeles, en Californie. Le groupe est formé en 1984 d'Ice Cube, K-Dee et Sir Jinx.

## Biographie
C.I.A., ou Cru' In Action!, est formé en 1984 par Ice Cube avec Sir Jinx et MC Kid Disaster, et débute lors de soirées organisées par l'ami de Jinx, Dr. Dre, à l'époque membre du groupe populaire local World Class Wreckin' Cru originaire de Compton, en Californie. Le groupe est crédité pour la première fois pour ses chants sur Cabbage Patch, l'une des chansons du World Class Wreckin' Cru, devenu un hit local, qui mènera à la création d'un projet musical parallèle, Stereo Crew, qui publiera un album au label Epic Records en 1986 ; She's a Skag marque les débuts d'Ice Cube.
Dans une entrevue effectuée en 2010 avec le magazine Vibe, Ice Cube confie : « j'ai rencontré Dr. Dre pour la première fois vers fin 1983, début 1984. C'était le mec le plus célèbre que je connaissais en ce temps [rire]. J'étais membre du World Class Wreckin’ Cru qui avait publié Surgery. Dre était le seul gars que je connaissais qui avait publié un album, alors je pouvais plus attendre de le rencontrer. Quand il a entendu mon flow, il m'a pris sous son aile. [...] Avant la N.W.A., on était dans un groupe appelé C.I.A. On était signé à Epic Records et on a publié une chanson appelée She’s A Scag, dans laquelle Dre a utilisé un sample du titre Shout de Tears for Fears. C'était une bonne petite chanson, mais pas suffisante pour faire un hit, alors on s'est fait virer du label. Puis on a signé chez Crew Cut Records et on a changé notre nom en C.I.A., un acronyme pour Criminals In Action. Mais le label voulait pas qu'on utilise 'criminels' [rire]. Alors on l'a changé pour Crew In Action, et pas besoin de dire qu'on a eu les glandes! »
En 1987, le groupe fait paraître son premier et dernier album en date, My Posse, qui s'inspire des Beastie Boys. Ice Cube écrit la majeure partie des paroles, et les hurle ; Dre s'occupe de la production et du mixage, tout en utilisant son Roland TR-808. D'après Ice Cube, « on l'a enregistré pendant six jours–une semaine après la sortie de License to Ill des Beastie Boys. Et Dre était genre, ‘vous allez rapper comme ces mecs… agressivité, hurlements, et tout le reste.’ On se disait, ‘Mec, c'est un style de malade.’ Dre voulait qu'on gueule comme des tarés sur My Posse comme si on était Ad-Rock parce que c'était la nouvelle tendance ; le nouveau style. On était un peu hors-sujet sur ce coup-là [rire]... » Le groupe est dissous la même année, en 1987, Ice Cube et Dr Dre devenant ensuite membres des N.W.A..

## Discographie
- 1987 : My Posse